# Solon S. Beman

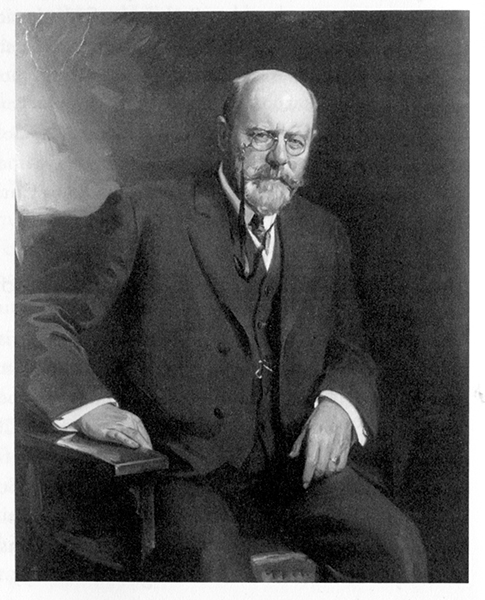
Solon S. Beman

Solon Spencer Beman (* 1. Oktober 1853 in Brooklyn; † 23. April 1914) war ein US-amerikanischer Architekt. Er baute unter anderem die Industriestadt Pullman für George Mortimer Pullman.

## Leben
Beman begann seine berufliche Laufbahn bereits im Alter von 14 Jahren bei Richard Upjohn, in dessen Büro er elf Jahre lang arbeitete. 1877 machte er sich selbstständig. Als er 26 Jahre alt war, entwarf er ein erstes Haus für George Mortimer Pullman in New Jersey. Daraufhin erhielt er den Auftrag, auch Pullmans Haus in der Prairie Avenue in Chicago zu überarbeiten. Pullman war offenbar so zufrieden mit Bemans Arbeit, dass er ihm schließlich den Auftrag erteilte, die Stadt Pullman zu bauen, in der die Arbeiter der Pullman Palace Car Company leben sollten. Das landschaftliche Umfeld dazu sollte Nathan Barrett entwerfen.
Die Stadt Pullman umfasste etwa 1300 Wohnungen, das Hotel Florence, diverse öffentliche Gebäude und Pullmans Fabrik.

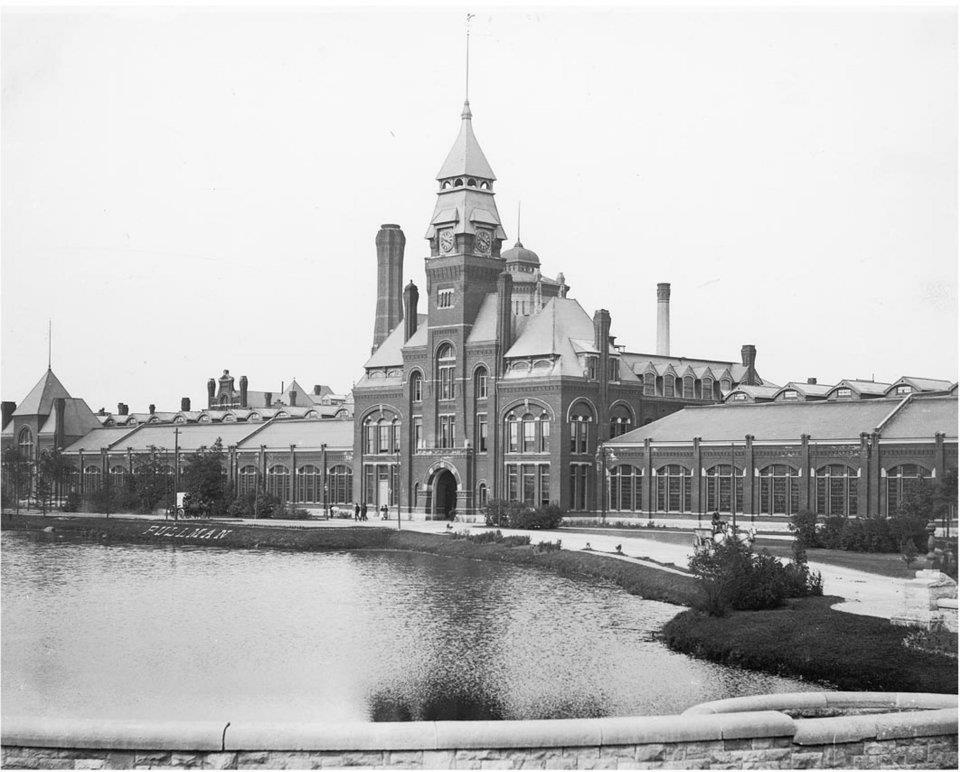
Verwaltungsgebäude mit Glockenturm am Lake Vista

Im Zentrum dieser Stadt lag die Bahnstation an der 111th Street. Ein See, der Lake Vista, befand sich vor dem großen Glockenturm, der von Rasenflächen gesäumt war, auf denen niedrige Bäume wuchsen. Der Lake Vista sollte das Kondenswasser sammeln, das der Dampfmaschinen-Antrieb der Gerätschaften in Pullman produzierte, und außerdem als Spiegelfläche für den Glockenturm dienen. Nachdem er zugeschüttet worden war, wurde an der Stelle dieses Sees die Cottage Grove Avenue angelegt. 
Die 111th Street wurde asphaltiert und als Ahornallee angelegt. Sie führte in südwestlicher Richtung auf den Lake Calumet zu. In diesem See lag eine Insel, Athletic Island, die mit Sportanlagen und Tribünen ausgestattet war, von denen aus man die Regatten auf dem See beobachten konnte. An der Stelle des heutigen Cottage Grove und eines Teils der heutigen 111th Street hatte Barrett eines von mehreren runden Blumenbeeten anlegen lassen, die an mehreren Stellen die geradlinige Anlage der Stadt durchbrachen. Cottage Grove verband ursprünglich die 107th Street, wo sich ebenfalls eines der runden Beete befand mit dem Haupteingang des Arcade Buildings. Der Pfad verlief in Schlangenlinien.
Neben den öffentlichen Grünflächen gab es in Pullman auch Hausgärten. Jedes der Reihenhäuser, in denen die Arbeiter untergebracht waren, besaß einen kleinen Vorgarten. In Pullman, am Ende der 112th Street beim Lake Calumet, wurden zahlreiche verschiedene Gewächse herangezogen. Um 1892 wurden pro Jahr über 100.000 Blühpflanzen produziert.
Die Anlage veränderte sich bereits nach dem Pullman-Streik im Jahr 1894 und vor allem nach Pullmans Tod 1897 drastisch. Abgesehen von der Auffüllung des Lake Vista wurde auch der Arcade Park beseitigt, schmale, gewundene Wege wurden durch die Cottage Grove Avenue ersetzt und die Landschaftsgärtnerei fand ein Ende. Bislang wurden keine Versuche unternommen, Barretts Landschaftsplanung durch Rekonstruktion zu würdigen, wohingegen die historischen Gebäude Bemans mittlerweile als erhaltenswert eingestuft werden.
Beman arbeitete vor allem im Queen-Anne-Stil, benutzte allerdings als Baumaterial Ziegelsteine statt Holz. Er bemühte sich, die Fassaden der Reihenhäuser durch variationenreiche Gestaltung aufzulockern und Symmetrien zu vermeiden; das Hauptgebäude allerdings war symmetrisch angelegt: Der Glockenturm in der Mitte sowie Pavillons am Ende der langen Fassade des Hauptgebäudes gliederten diesen großen Baukörper, der sich im Lake Vista spiegelte. Das Verwaltungsgebäude spiegelte architektonische Eigenheiten französischer Bauwerke des 17. und 18. Jahrhunderts wider. 
Die Pullman-Fabrikgebäude waren mit zahlreichen Fenstern und Oberlichtern versehen und innen hell gestrichen, so dass möglichst viel natürliches Licht genutzt werden konnte und die Belüftung der Hallen gesichert war.
Weitere Bauten Bemans waren das Fine Arts Building an der Michigan Avenue in Chicago, die Dearborn Station etc. Beman, der mit Mary Baker Eddy befreundet war, baute neben Bahnhöfen, Fabriken, Theatern und Landsitzen auch mehr als zwölf Kirchen für Anhänger der Christian Science. Sein Sohn Spencer Solon Beman wurde ebenfalls Architekt.
Obwohl von seinem Zeitgenossen Louis Sullivan sehr gelobt, ist Beman mittlerweile nicht mehr sehr bekannt. Viele seiner Bauwerke sind nicht erhalten geblieben.